# Лоренцо Приули
Лоренцо Приули (на италиански: Lorenzo Priuli) е 82–ри венециански дож от 1556 до смъртта си през 1559 г.

## Биография
Лоренцо Приули от знатния род Приули е син на Алвизе Приули и Киара Лион. Учи класическа литература и философия. Изпълнява административни длъжности и посланически мисии, присъдено му е и рицарско звание.

## Управление
Приули е избран за дож на 14 юни 1556 г.
По време на управлението му има няколко наводнения във Венеция и няколко епидемии.
Приули умира на 17 август 1559 г.

## Семейство
Жени се за Цилия Дандоло, от която има син.